# Parafia św. Stanisława Biskupa w Lewinie
Parafia świętego Stanisława Biskupa w Lewinie – parafia rzymskokatolicka, znajdująca się w diecezji łowickiej, w dekanacie Nowe Miasto nad Pilicą.